# 和倉
和倉（わくら）は、石川県七尾市の地名である。

## 概要
七尾西湾の南岸に面し、和倉温泉が所在する。

## 歴史
能登半島最大の温泉街として繁栄した。

## 町名・町内会
| 町名         | 町内会            |
| ------------ | ----------------- |
| 和倉町       | 和倉東町          |
| 和倉町       | 和倉中町          |
| 和倉町       | 和倉元町          |
| 奥原町       | 奥原町            |
|              | 和倉町和泉        |
| 光陽台       | 光陽台            |
| 和倉町ひばり | 和倉町ひばり2丁目 |
| 和倉町ひばり | 和倉町ひばり3丁目 |

## 施設
- カンガルーハウス保育園
- 七尾市立和倉小学校
- 和倉温泉観光会館
- 和倉温泉シーサイドパーク
- 和倉温泉総湯
- 和倉温泉郵便局
- 和倉公民館
- 和倉保育園

## 交通
バス
- 北鉄能登バス
- 七尾市コミュニティバス